# Chietla, Puebla
Chietla är en ort i Mexiko.   Den ligger i kommunen Chietla och delstaten Puebla, i den sydöstra delen av landet, 120 km sydost om huvudstaden Mexico City. Chietla ligger 1 132 meter över havet och antalet invånare är 5 726.
Terrängen runt Chietla är varierad. Runt Chietla är det ganska glesbefolkat, med 28 invånare per kvadratkilometer. Närmaste större samhälle är Izúcar de Matamoros, 15,3 km nordost om Chietla. I omgivningarna runt Chietla växer huvudsakligen savannskog.